# Helichrysum obtusum
Helichrysum obtusum là một loài thực vật có hoa trong họ Cúc. Loài này được (S.Moore) Moeser mô tả khoa học đầu tiên năm 1910.